# 760'erne
Århundreder: 7. århundrede – 8. århundrede – 9. århundrede
Årtier: 710'erne 720'erne 730'erne 740'erne 750'erne – 760'erne – 770'erne 780'erne 790'erne 800'erne 810'erne
År: 760 761 762 763 764 765 766 767 768 769